# Karel Teodor Falcký
Karel Teodor Wittelsbach (11. prosince 1724 Brusel – 16. února 1799 Mnichov) byl jako Karel IV. Teodor  falcký kurfiřt v letech 1742 až 1799 a bavorský vévoda a kurfiřt jako Karel II. Teodor v letech 1777 až 1799, dále byl také jülišský a berský vévoda. Pocházel z neubursko-sulzbašské linie falcké větve dynastie Wittelsbachů.

## Původ
Karel Theodor byl synem sulzbašského falckraběte Jana Kristiána, který byl pra-pra-synovcem falckého kurfiřta Karla III. Filipa a tím pádem dědic kurfiřtství. Již jako čtyřletý se stal po smrti matky v roce 1728 markrabětem v Bergen op Zoom. Poté v roce 1733 zdědil po smrti otce titul falckraběte Sulzbachu a stal se dědicem falckého kurfiřtství. Toho se na rozdíl od své otce dočkal v roce 1742, kdy zemřel kurfiřt Karel III. Filip ze starší neuburské linie. Společně s kurfiřtstvím získal také vévodství Jülich a Berg.
V roce 1777 umírá poslední bavorský vévoda z vilemínské větve rodu Maxmilián III. Josef na neštovice. Nárok na vévodství přechází na Karla Teodora, ten vyjednává s císařem Josefem II. o výměně Bavorska za rakouské Nizozemí. Tento plán se nelíbil vévodům zweibrückenským, kteří byli po Karlu Theodorovi dědicové jeho držav, ale také pruskému králi Fridrichovi II. Brzy nato propuká válka o bavorské dědictví, která probíhala v letech 1778–1779 a byla ukončena těšínským mírem. V jehož důsledku Bavorsko ztrácí Innskou čtvrť a s Karlem Teodorem nastupuje v Bavorsku definitivně falcká linie rodu, čímž jsou sjednoceny državy Wittelsbachů, kteří navíc disponují dvěma kurfiřtskými hlasy.
Karel Teodor se pokusil opětovně o výměnu Bavorska za jižní Nizozemí v roce 1784, ale podruhé neuspěl.
Když Karel Teodor v roce 1799 zemřel, stal se bavorským vévodou a dvojitým bavorsko-falckým kurfiřtem dosavadní falcko-zweibrückenský vévoda jako Maxmilián I. Josef Bavorský, (ze zweibrückensko-birkenfeldské linie) který se v roce 1806 stal prvním bavorským králem.

## Manželství a potomci
První sňatek uzavřel 17. ledna 1742 v Mannheimu s Alžbětou Augustou Falcko-Sulzbašskou (17. 1. 1721 Mannheim – 17. 8. 1794 Weinheim). Po téměř dvaceti letech manželství se narodil jediný syn, který zemřel nedlouho po narození.
- František Ludvík Josef (28. 6. 1761 Mannheim – 29. 6. 1761 tamtéž)

Po smrti první manželky se Karel Teodor 15. února 1795 v Innsbrucku oženil podruhé. Volba padla na o více než pět dekád mladší arcivévodkyni Marii Leopoldinu (10. 12. 1776 Milán – 23. 6. 1848 Wasserburg am Inn). Toto téměř čtyřleté manželství zůstalo bezdětné.
I přesto, že Karel neměl žádného legitimního žijícího dědice, s různými milenkami zplodil nejméně sedm nemanželských dětí.